# Trivulzio (cognome)
Trivulzio è un cognome di lingua italiana.

## Varianti
Triulzi, Triulzo, Trivulzi.

## Origine e diffusione
Cognome tipicamente lombardo, è presente prevalentemente nel milanese.
Potrebbe derivare dai toponimi Triulzo Inferiore, Locate Triulzi e Trivolzio, dal lombardo trivóls, dal latino trifurcum, "incrocio di tre strade"; è affine ai cognomi Carrobbio, Strada e Treviso.

## Persone
- Agostino Trivulzio (1485-1548), cardinale italiano
- Alessandro Trivulzio, (...-1521) condottiero italiano
- Alessandro Trivulzio, V marchese di Sesto Ulteriano, (1773-1805) generale e nobile italiano